# Vitstrupig myrpitta
Vitstrupig myrpitta (Grallaria albigula) är en fågel i familjen myrpittor inom ordningen tättingar.

## Utbredning och systematik
Arten förekommer i Anderna från sydöstra Peru och västra Bolivia till nordvästra Argentina. Den behandlas antingen som monotypisk eller delas in i två underarter med följande utbredning:
- Grallaria albigula albigula – sydöstra Peru och Bolivia
- Grallaria albigula cinereiventris – nordvästra Argentina

## Status och hot
Arten har ett stort utbredningsområde, men tros minska i antal, dock inte tillräckligt kraftigt för att den ska betraktas som hotad. Internationella naturvårdsunionen IUCN listar arten som livskraftig (LC).